# Diego Llorente
Pour les articles homonymes, voir Llorente.
Llorente  Ríos est un nom espagnol. Le premier nom de famille, en général paternel, est Llorente ; le second, en général maternel, souvent omis, est Ríos.
Diego Javier Llorente Ríos, né le 16 août 1993 à Madrid, est un footballeur international espagnol. Il joue au poste de défenseur au Real Betis.

## Biographie
Il participe avec la sélection espagnole des moins de 20 ans à la Coupe du monde des moins de 20 ans 2013 organisée en Turquie. Lors du mondial junior, il joue trois matchs : deux rencontres de phase de poule, contre les États-Unis puis la France, et enfin le huitièmes de finale remporté face au Mexique. L'Espagne atteint les quarts de finale de la compétition, en étant battue par l'Uruguay après prolongation.
Vicente del Bosque le fait débuter en équipe d'Espagne le 29 mai 2016, lors d'un match amical face à la Bosnie (victoire 3 à 1).
En juin 2017, il rejoint la Real Sociedad pour cinq saisons contre une indemnité estimée à six ou sept millions d'euros, le Real Madrid ayant une option de rachat du contrat du joueur pendant trois ans,. Avec le club basque, il participe à la Ligue Europa lors de la saison 2017-2018. Il marque trois buts en phase de groupe, avec notamment un doublé face au club norvégien de Rosenborg. Son équipe s'incline en seizièmes de finale face au club autrichien du Red Bull Salzbourg.
Transféré à Leeds United en septembre 2020 avec un contrat de quatre ans contre une indemnité de 20 millions d'euros, le Real Madrid récupérant 30% de la plus-value, Diego Llorente joue son premier match en Premier League le 5 décembre 2020, lors d'un déplacement sur la pelouse de Chelsea (défaite 3-1). Il marque son 1er but dans ce championnat le 19 avril 2021, contre Liverpool, permettant à son équipe d'arracher le match nul.
Il fait partie de la liste de 24 joueurs établie par le sélectionneur Luis Enrique pour l'Euro 2020.
En juillet 2024, après un prêt à l'AS Rome qui ne valide pas l'option d'achat dont le club italien bénéficie, Diego Llorente s'engage pour quatre ans avec le Real Betis, l'indemnité de transfert est évaluée à environ trois millions d'euros,. Pour sa première saison, il se révèle être le leader de la défense du club entraîné par Manuel Pellegrini. Une blessure en fin de saison à la jambe gauche l'empêche de prendre part à la finale de la Ligue Conférence perdue par son équipe 4-1 face à Chelsea.

## Statistiques
| Saison                | Club                  | Championnat           | Championnat | Championnat | Championnat | Coupe(s) nationale(s) | Coupe(s) nationale(s) | Coupe(s) nationale(s) | Compétition(s) continentale(s) | Compétition(s) continentale(s) | Compétition(s) continentale(s) | Compétition(s) continentale(s) | Espagne | Espagne | Espagne | Total | Total | Total |
| Saison                | Club                  | Division              | M.          | B.          | P.d.        | M.                    | B.                    | P.d.                  | Comp.                          | M.                             | B.                             | P.d.                           | M.      | B.      | P.d.    | M.    | B.    | P.d.  |
| 2012-2013             | Real Madrid           | Liga                  | 1           | 0           | 0           | -                     | -                     | -                     | C1                             | -                              | -                              | -                              | -       | -       | -       | 1     | 0     | 0     |
| 2013-2014             | Real Madrid           | Liga                  | 1           | 0           | 0           | -                     | -                     | -                     | C1                             | -                              | -                              | -                              | -       | -       | -       | 1     | 0     | 0     |
| 2014-2015             | Real Madrid           | Liga                  | -           | -           | -           | 1                     | 0                     | 0                     | C1                             | -                              | -                              | -                              | -       | -       | -       | 1     | 0     | 0     |
| Sous-total            | Sous-total            | Sous-total            | 2           | 0           | 0           | 1                     | 0                     | 0                     | -                              | -                              | -                              | -                              | -       | -       | -       | 3     | 0     | 0     |
| 2015-2016             | Rayo Vallecano        | Liga                  | 33          | 2           | 0           | 4                     | 0                     | 0                     | -                              | -                              | -                              | -                              | 1       | 0       | 0       | 38    | 2     | 0     |
| 2016-2017             | Malaga CF (prêt)      | Liga                  | 25          | 2           | 0           | 2                     | 0                     | 0                     | -                              | -                              | -                              | -                              | -       | -       | -       | 27    | 2     | 0     |
| 2017-2018             | Real Sociedad         | Liga                  | 27          | 3           | 0           | 1                     | 1                     | 0                     | C3                             | 6                              | 3                              | 0                              | -       | -       | -       | 34    | 7     | 0     |
| 2018-2019             | Real Sociedad         | Liga                  | 21          | 0           | 0           | 2                     | 0                     | 0                     | -                              | -                              | -                              | -                              | 3       | 0       | 0       | 26    | 0     | 0     |
| 2019-2020             | Real Sociedad         | Liga                  | 29          | 1           | 1           | 1                     | 0                     | 0                     | -                              | -                              | -                              | -                              | 1       | 0       | 0       | 31    | 1     | 1     |
| 2020-2021             | Real Sociedad         | Liga                  | 1           | 0           | 0           | -                     | -                     | -                     | -                              | -                              | -                              | -                              | -       | -       | -       | 1     | 0     | 0     |
| Sous-total            | Sous-total            | Sous-total            | 78          | 4           | 1           | 4                     | 1                     | 0                     | -                              | 6                              | 3                              | 0                              | 4       | 0       | 0       | 92    | 8     | 1     |
| 2020-2021             | Leeds United          | Premier League        | 15          | 1           | 0           | -                     | -                     | -                     | -                              | -                              | -                              | -                              | 3       | 0       | 0       | 18    | 1     | 0     |
| 2021-2022             | Leeds United          | Premier League        | 28          | 3           | 0           | 3                     | 0                     | 0                     | -                              | -                              | -                              | -                              | 2       | 0       | 0       | 33    | 3     | 0     |
| 2022-2023             | Leeds United          | Premier League        | 8           | 0           | 0           | 5                     | 0                     | 0                     | -                              | -                              | -                              | -                              | -       | -       | -       | 13    | 0     | 0     |
| Sous-total            | Sous-total            | Sous-total            | 51          | 4           | 0           | 8                     | 0                     | 0                     | -                              | -                              | -                              | -                              | 5       | 0       | 0       | 64    | 4     | 0     |
| 2022-2023             | AS Rome (prêt)        | Serie A               | 9           | 0           | 0           | -                     | -                     | -                     | C3                             | 3                              | 0                              | 0                              | -       | -       | -       | 12    | 0     | 0     |
| 2023-2024             | AS Rome (prêt)        | Serie A               | 29          | 1           | 1           | 1                     | 0                     | 0                     | C3                             | 11                             | 0                              | 1                              | -       | -       | -       | 41    | 1     | 2     |
| Sous-total            | Sous-total            | Sous-total            | 38          | 1           | 1           | 1                     | 0                     | 0                     | -                              | 14                             | 0                              | 1                              | -       | -       | -       | 53    | 1     | 2     |
| 2024-2025             | Bétis Séville         | Liga                  | 30          | 2           | 0           | 2                     | 0                     | 0                     | C4                             | 10                             | 0                              | 0                              | -       | -       | -       | 42    | 2     | 0     |
| Total sur la carrière | Total sur la carrière | Total sur la carrière | 257         | 15          | 2           | 22                    | 1                     | 0                     | -                              | 30                             | 3                              | 1                              | 10      | 0       | 0       | 319   | 19    | 3     |

## Palmarès
- Vainqueur de la Coupe d'Espagne en 2020 avec la Real Sociedad
- Finaliste de la Ligue Europa en 2023 avec l'AS Roma.